# Liste der Baudenkmale in Zettemin
In der Liste der Baudenkmale in Zettemin sind alle denkmalgeschützten Bauten der Gemeinde Zettemin (Mecklenburg-Vorpommern) und ihrer Ortsteile aufgelistet. Grundlage ist die Veröffentlichung der Denkmalliste des Kreises Demmin mit dem Stand vom 18. Dezember 1996. 

## Baudenkmale nach Ortsteilen

### Zettemin
| ID | Lage                                   | Bezeichnung                                                                                         | Beschreibung | Bild                                                                                                |
| -- | -------------------------------------- | --------------------------------------------------------------------------------------------------- | --- | --------------------------------------------------------------------------------------------------- |
|    | Dorfstraße 43/44 (Karte)               | Küsterschule                                                                                        | | |
|    | Nr. 63/64/65/66/67/68/69/70 (Karte)    | Schlossanlage mit Schloss                                                                           | Gut von Kloster Dargun sowie der Familien von Maltzahn, von Heyden-Linden und Grafen von Schwerin; 2-gesch. Backsteinbau von der Mitte des 18. Jahrhunderts; Haupthaus mit Mittelrisalit und Mansarddach und zwei Flügel im Halbrund; nach 1945 Wohnungen.                                          | Weitere Bilder                                                                                      |
|    |                                        | Schlossanlage mit Lenné-Park                                                                        | Siehe oben; Landschaftspark nach Plänen von Peter Joseph Lenné aus der 1. Hälfte des 19. Jahrhunderts, die Strukturen gingen verloren. | |
|    | (Karte)                                | Kirche mit Friedhof, Pastorengräber, Grabstein Hans Dietrich von Maltzahn und sowjetisches Ehrenmal | Gotische Feldsteinkirche vom 13. Jahrhundert mit 2-jochigem Langhaus, eingezogenen, rck. Chor mit Backsteingiebeldreieck, Nordsakristei sowie Westturm aus Back- und Feldstein vom 15. Jh. mit Pyramidenhelm; Innen: Kreuzrippengewölbe, Granit-Taufstein 13. Jh., barocke Friese - Orgel von 1779. | Kirche mit Friedhof, Pastorengräber, Grabstein Hans Dietrich von Maltzahn und sowjetisches Ehrenmal |
|    |                                        | Kriegerdenkmal 1914/18 (an der Kirche)                                                              | | |
|    | Ortsausgang Richtung Carlsruhe (Karte) | Sternwarte                                                                                          | | |

### Carlsruhe
| ID | Lage                  | Bezeichnung | Beschreibung | Bild |
| -- | --------------------- | ----------- | ------------ | ---- |
|    | Dorfstraße 13 (Karte) | Wohnhaus    |              |      |
|    | Dorfstraße 15 (Karte) | Bauernhaus  |              |      |

## Quelle
- Karte der Baudenkmale im Geoportal des Landkreises

- Karte mit allen Koordinaten:
- OSM |
- WikiMap